# Red Dog Mine (Alaska)
Red Dog Mine ist ein Ort und ein census-designated place (CDP) im Northwest Arctic Borough in Alaska in den Vereinigten Staaten. Das U.S. Census Bureau hatte bei der Volkszählung 2020 eine Einwohnerzahl von 5 ermittelt.

## Geographie
Red Dog Mine befindet sich im Nordwesten von Alaska in den De Long Mountains auf einer Höhe von 258 m. Der Ort liegt etwa 130 km nördlich vom Verwaltungszentrum Kotzebue. Die nächstgelegenen Orte sind Noatak, 55 km weiter südlich, und Kivalina, 80 km westsüdwestlich. 5 Kilometer südlich von Red Dog Mine befindet sich ein Flugplatz. Von Red Dog Mine führt eine 82 km lange unbefestigte Straße zur Küste, wo sich „Red Dog Port“ befindet. Von dort werden die abgebauten Metallerze in den Sommermonaten verschifft.

## Geschichte
Im Jahr 1987 wurde die namengebende Mine „Red Dog Mine“ in Betrieb genommen. Es handelt sich um die größte Zink-Mine in den Vereinigten Staaten. Weiterhin werden Blei und Germanium abgebaut. Seit dem Jahr 2000 ist Red Dog Mine ein census-designated place.

## Demografie
Zum Zeitpunkt der Volkszählung im Jahre 2020 (U.S. Census 2020) hatte Red Dog Mine 5 Einwohner auf einer Landfläche von 178,33 km². Von den Einwohnern waren 3 Weiße.
Beim Zensus im Jahr 2000 wurden 32 Einwohner gezählt, 2010 waren es 309.